# Der Kämpfer
Der Kämpfer ist ein Film nach dem gleichnamigen Roman von André Caroff mit Alain Delon in der Hauptrolle. Regie führte Delon dabei gemeinsam Robin Davis.

## Handlung
Jacques Darnay wird nach neun Jahren aus dem Gefängnis entlassen. Er hatte mit Chabry und seinem Partner Mignot Chabrys Onkel in seinem Juwelierladen überfallen und erschossen. Bevor er jedoch entlassen wird, wird Mignot von unfeinen Herren besucht, die das Versteck der Beute in Erfahrung bringen wollen. Mignot flieht. Darnay derweil hat sich mit seiner alten Liebe Clarisse wiedervereint und trifft sich mit Mignot, der aber von Unbekannten getötet wird. Als er versucht, Clarisse zu verstecken, wird auch sie getötet. Er wendet sich an Gino, der ihm mit Geld und einem Versteck hilft. Sogar eine Mätresse gibt er ihm, Nathalie. Nathalie jedoch erzählt Darnay von dem doppelten Spiel, das Gino mit ihm treibt und dass die Männer, die ihn verfolgen, seine sind. Nach und nach schaltet Darnay seine Verfolger aus, wird jedoch das eine oder andere Mal in eine Falle gelockt, hätte er nicht Nathalie, die ihm wieder aus der Patsche rettet. Aber nicht nur Gino will die Beute, sondern auch Kommissar Rouxel will sie, um die Versicherungsprämie zu kassieren. Darnay entgeht Ginos ursprünglichen Plan, holt die Beute und tötet Gino. Er und Nathalie fliehen nach Spanien, mit Rouxel im Nacken, der nicht locker lässt. Dennoch gelingt es ihnen, den Kommissar auszutricksen und nach Südamerika zu entkommen.

## Besonderes
- Die Vorlage für den Film lieferte das Buch Le battant (der Kämpfer) von André Caroff.
- Die Sängerin Dalida sang den Titel des Films Je n'aime que lui.
- Die deutsche Version unterscheidet sich entscheidend von der Originalversion. Z. B. fehlt der komplette Vorspann, in dem Mignot von den Handlangern Ginos im Lokal besucht und angeschossen wird. Die DVD von Universum/Tobis enthält deshalb zwei verschiedene Abspielvarianten.

## Kritiken
„Aktionsreicher Gangsterfilm, in dem Alain Delon zwar sein Vorbild Jean-Pierre Melville nicht erreicht, aber durch komödiantische Einfälle ansatzweise eine eigene Handschrift erkennen läßt.“

„Der Rundumschlag des Alain Delon: In ‚Der Kämpfer‘ führte er Regie und spielte die Hauptrolle. Außerdem lieferte er das Drehbuch. Mit dem actionreichen Krimi lehnte sich Delon an den 1967 von Jean-Pierre Melville inszenierten Film ‚Der eiskalte Engel‘ an, in dem er ebenfalls die Hauptrolle spielte. Und zum zweiten Mal führte der Mann mit dem steinernen Leinwandgesicht – nach ‚Rette deine Haut, Killer‘ - Regie. In einer Nebenrolle ist die junge Anne Parillaud zu sehen.“